# 17073 Алексбланк
17073 Алексбланк (1999 GX34, 1990 RZ17, 17073 Alexblank) — астероїд головного поясу, відкритий 6 квітня 1999 року.
Тіссеранів параметр щодо Юпітера — 3,280.